# Robin Armstrong
Robin Armstrong, född den 22 april 1969 i Texas City, Texas, är en amerikansk politiker och läkare. Han är vice ordförande för Republikanerna i Texas. Armstrong valdes vid delstatskonventet i San Antonio den 3 juni 2006. Motkandidat var Bobby Eberle från Pearland. Den 14 juni 2008 valdes Armstrong åter till ordförande vid Republikanernas konvent i Houston. Armstrong kandiderar till Senaten 2022 för Texas 11 senatsdistrikt.
Armstrong föddes i Texas City och växte upp i närbelägna La Marque i Galveston County. Han har en filosofie kandidatexamen i mikrobiologi från Texas A&M University och en medicinsk examen från University of Texas Medical Branch i Galveston. Han arbetar vid Mainland Medical Center i Texas City, som ligger alldeles bredvid hans uppväxtkvarter. 
Han är gift med Martha och har fyra barn.